# آیش‌هالدن
ایچهالدن (به آلمانی: Aichhalden) یک شهرداری در آلمان است که در بادن-وورتمبرگ واقع شده‌است.

## خصوصیات
ایچهالدن ۲۵٫۷۴ کیلومترمربع مساحت دارد ۷۱۶ متر بالاتر از سطح دریا واقع شده‌است.